# Dipterina
Dipterina là một chi bướm đêm thuộc phân họ Tortricinae của họ Tortricidae.

## Các loài
- Dipterina imbriferana Meyrick, 1881